# シュネッケンローエ
シュネッケンローエ (ドイツ語: Schneckenlohe) は、ドイツ バイエルン州 オーバーフランケン行政管区のクローナハ郡に属する町村（以下、本項では便宜上「町」と記述する）。ミトヴィッツ行政共同体を形成している。

## 地理

### 位置
シュネッケンローエはクローナハ郡南部、フランケンヴァルト自然公園に位置している。

### 自治体の構成
この町は、公式には4つの地区 (Ort) からなる。
- バイクハイム
- メトリッツ
- ノイブラント
- シュネッケンローエ

## 行政

### 議会
シュネッケンローエの議会は兼任の首長を含め13議席である。

### 紋章
紋章の図柄：下部の赤い錐形、その中に銀色の編みかごを描く。左側は青と銀で7分割された上に弓状に湾曲した赤い斜め飾り帯を逆向き斜めに配し、右側は金と黒で7分割された上に弓状に湾曲した赤い斜め飾り帯を配する。

## 引用
1. ↑  https://www.statistikdaten.bayern.de/genesis/online?operation=result&code=12411-003r&leerzeilen=false&language=de Genesis-Online-Datenbank des Bayerischen Landesamtes für Statistik Tabelle 12411-003r Fortschreibung des Bevölkerungsstandes: Gemeinden, Stichtag (Einwohnerzahlen auf Grundlage des Zensus 2011)
2. ↑  Bayerische Landesbibliothek Online